# Етерналізм
Етерналізм (англ. eternal — вічний, безкінечний, неперервний) — філософський підхід до онтологічної природи часу. Цей підхід заснований на прийнятій у фізиці методиці, за якою час описується як один із чотирьох вимірів. Онтологія часу постулюється аналогічною до онтології простору. Із такої аналогії з природою простору випливає, що об'єктивно «хід» часу відсутній, усі майбутні події вже існують.
Ця ідея може позначатися термінами «блок-час» або «блок-всесвіт», тому що ця теорія описує простір-час як статичний, незмінний «блок» на противагу традиційному світосприйняттю, де є тривимірний простір, а час «іде», «прямує» в майбутнє.
Феноменологічна інтерпретація етерналізму виражається в тому, що я як суб'єкт постійно «виявляю себе» в різний час у різному віці.

## Передумови виникнення етерналізму
Основною передумовою виникнення етерналізму як напрямку стали проблеми теоретичного характеру, що спостерігаються при традиційному поділі часу на минуле, теперішнє і майбутнє. За такого поділу минуле вважається статичним і незмінним, а майбутнє — туманним і невизначеним. Такий підхід до філософії часу називають презентизмом, в якому час «іде», рухається вперед до майбутнього. При цьому момент, який був теперішнім, «з ходом часу» стає частиною минулого, а частина майбутнього в свою чергу стає теперішнім.
Проте така традиційна модель має низку складних філософських проблем, і, окрім того, видається складним примирити її з деякими прийнятими в сучасній науці теоріями, наприклад, з теорією відносності.

### Одночасність
У спеціальній теорії відносності показано, що поняття одночасності не є універсальним. Спостерігачі у різних системах відліку по-різному сприймають послідовність подій, тому неможливо однозначно визначити момент універсального часу, який би був теперішнім. Тобто спеціальна теорія відносності не розрізняє минуле, теперішнє і майбутнє.
Її автор Альберт Ейнштейн щодо смерті свого друга написав наступне:

### Унікальність теперішнього
Немає жодних фундаментальних причин, чому якесь «теперішнє» має розглядатися як більш дійсне, ніж будь-який інший час. Спостерігачі через певний суб'єктивізм, характерний людям, завжди будуть розглядати себе як таких, що знаходяться в теперішньому, і розглядатимуть його як найбільш дійсне. В теоріях презентизму кожен момент стає в свою чергу теперішнім, отже, має спостерігатися симетричність. У той же час при розділенні часу на минуле, теперішнє і майбутнє, симетричність відсутня.

### Швидкість ходу часу
Можливість розглядати час за певною аналогією до простору дозволяє нам побачити внутрішнє протиріччя в ідеї «ходу часу». Це можна продемонструвати, поставивши запитання «як швидко йде час?». Це питання не мало б відрізнятися від питання «яка довжина метра?». Спеціальна теорія відносності допускає різні швидкості «ходу» часу, оскільки вимірювання часу залежить від системи відліку спостерігача. Про це свідчать також дані біології, психології.

## Етерналізм як альтернативна теорія
Етерналізм розглядає всі моменти часу як однаково значимі системи відліку, вважає їх однаково «реальними».
Минуле і майбутнє не зникають як поняття, а вважаються напрямками, а не станами буття. Чи певний момент часу знаходиться в минулому, чи в майбутньому, залежить від системи відліку, яка використовується.
Суб'єктивна ілюзія «ходу часу» зберігається, оскільки людина пам'ятає лише те, що знаходиться в минулому. Така асиметрія описується як стріла часу. Сюди ж відносяться й такі незворотні події, які відбуваються лише в одному напрямку по осі часу, як зростання ентропії.
Один із напрямків етерналізму відкидає свободу волі, адже майбутні події статичні, незмінні, як і ті, що були в минулому.
Інший напрям допускає можливість випадкових змін. Всесвіт, в якому можливі випадкові зміни, може вважатися подібним до мультивсесвіту з Евереттівської багатосвітової інтерпретації квантової механіки, тобто такого всесвіту, в якому є велика кількість «блок-всесвітів» і «блок-часів».

### Аргументи проти
Аргументом проти може слугувати теорія Дж. Мак-Таггарта. У своїй праці «Нереальність часу» він розділив час на А-послідовність, що описує події в «абсолютних» часових термінах (минуле, теперішнє, майбутнє) і В-послідовність, що описує події в термінах «позачасових» темпоральних відносин (до, під час, після). Мак-Таггарт стверджував, що В-послідовність не відображає сутності часу і не може бути реальною, оскільки не виражає змін. Процес зміни може виразити лише А-послідовність, але його характеристики суперечливі. З цього він робить висновок про нереальність часу загалом.